# Too Hood
Too Hood è un brano R&B della cantante statunitense Monica, scritto dall'artista insieme a Jermaine Dupri, Bryan Michael Cox e Harold Lilly e prodotto da Dupri e Cox. Il pezzo è stato composto per l'album All Eyez on Me (uscito solo in Giappone) ed è stato pubblicato nell'autunno del 2002 come promo-single dopo All Eyez on Me. Successivamente è stato inserito in una versione limitata con un CD bonus di After the Storm. Non è stato girato nessun videoclip per il brano.

## Composizione e testo
Il singolo è un pezzo up-tempo che rispecchia le tipiche sonorità delle produzioni di Dupri. Nel testo della canzone Monica spiega a un ragazzo che cerca di corteggiarla che lei è una ragazza troppo da ghetto per uno come lui, che è troppo dolce e carino. La cantante si descrive come una ragazza tosta e autentica cresciuta nel ghetto, con i diamanti tra i denti e il fegato per camminare in quelle strade. Jermaine Dupri effettua una strofa rap in cui spiega come debba atteggiarsi un tipo da ghetto, e cita i marchi Prada, Gucci e Polo.

## Ricezione
Il singolo è stato pubblicato solo come download digitale e molto limitatamente come vinile, e non è entrato in nessuna classifica principale di Billboard, diventando un insuccesso più grande del singolo precedente e spingendo la cantante a tornare in studio per incidere nuove tracce per il suo terzo album.

## Classifiche
| Classifica (2003)                      | Posizione |
| -------------------------------------- | --------- |
| U.S. Billboard Hot R&B/Hip-Hop Singles | 111       |
| U.S. Billboard Hot R&B/Hip-Hop Sales   | 61        |

## Tracce
Vinyl single
1. "Too Hood" (Radio Edit) - 3:55
2. "Too Hood" (Radio Edit - without Rap) - 3:23
3. "Too Hood" (Instrumental) - 3:55
4. "Too Hood" (Call Out Hook) - 1:14